# Tomoyasu Asaoka
Tomoyasu Asaoka (jap. 浅岡 朝泰, Asaoka Tomoyasu; * 6. April 1962 in der Präfektur Tokio; † 6. Oktober 2021) war ein japanischer Fußballspieler.

## Nationalmannschaft
1987 debütierte Asaoka für die japanische Fußballnationalmannschaft. Asaoka bestritt acht Länderspiele.

## Errungene Titel
- Japan Soccer League: 1990/91

## Persönliche Auszeichnungen
- Japan Soccer League Best Eleven: 1985/86